# Tubersent
Tubersent település Franciaországban, Pas-de-Calais megyében. Lakosainak száma 576 fő (2022. január 1.). Tubersent Longvilliers, Bréxent-Énocq, Étaples, Frencq, Maresville és Saint-Josse községekkel határos.

## Népesség
A település népessége az elmúlt években az alábbi módon változott:
| Lakosok száma | 494  | 493  | 501  | 538  | 550  | 563  | 575  | 577  | 576  |
|               | 2013 | 2015 | 2016 | 2017 | 2018 | 2019 | 2020 | 2021 | 2022 |